# Wi-Fi calling
Wi-Fi calling (również Voice over WLAN, VoWLAN, Voice over Wi-Fi, VoWi-Fi) – zaawansowana telefoniczna usługa głosowa umożliwiająca prowadzenie i odbieranie połączeń telefonicznych poprzez połączenie poprzez sieci bezprzewodowe WLAN (standard 802.11), czyli poprzez sieć Wi-Fi. Nie ma potrzeby instalowania dodatkowych aplikacji, aby z niej korzystać. Usługa Wi-Fi calling umożliwia użytkownikom prowadzenie rozmów telefonicznych poprzez sieć Wi-Fi zamiast korzystania z tradycyjnej sieci komórkowej i mobilnego transferu danych. Dzięki tej technologii użytkownicy mogą korzystać z telefonu komórkowego nawet w miejscach, gdzie zasięg sieci komórkowej jest słaby lub nie ma go wcale, np. tereny wiejskie, betonowe wnętrza, piwnice lub podziemne stacje kolejowe lub metra.
Aby skorzystać z Wi-Fi calling, wystarczy włączyć tę usługę w telefonie i wybrać numer z listy kontaktów. Osoba, którą do której się dzwoni, zobaczy standardowy numer telefonu dzwoniącego, a połączenie zostanie dodane do historii połączeń. Usługa ta jest kompatybilna z większością urządzeń działających na systemach Android oraz iOS, a doświadczenie użytkownika jest podobne do standardowej rozmowy telefonicznej.
Połączenia przez Wi-Fi działają w sposób zbliżony do innych aplikacji obsługujących VoIP (Voice-over IP) przez Wi-Fi, takich jak Skype, WhatsApp, Viber, Messenger i Google Meet.
Usługa pozwala na prowadzenie rozmów na terenie lokalnym, w kraju oraz międzynarodowych.